# Priego (Cuenca)
Priego ist ein Ort und eine zentralspanische Gemeinde (municipio) mit nur noch 925 Einwohnern (Stand: 2024) im Norden der Provinz Cuenca in der Autonomen Region Kastilien-La Mancha. Priego gehört zur Kulturlandschaft der Alcarria und der von einem anhaltenden Bevölkerungsschwund betroffenen Serranía Celtibérica.

## Lage und Klima
Priego liegt auf der Westseite des Iberischen Gebirges in einer Höhe von ca. 855 m. Die Provinzhauptstadt Cuenca befindet sich gut 49 km (Fahrtstrecke) südsüdöstlich. Das Klima im Winter ist gemäßigt, im Sommer dagegen warm bis heiß; die eher geringen Niederschlagsmengen (ca. 615 mm/Jahr) fallen – mit Ausnahme der nahezu regenlosen Sommermonate – verteilt übers ganze Jahr.

## Bevölkerungsentwicklung
| Jahr      | 1970 | 1981 | 1991 | 2001 | 2011 | 2021 |
| Einwohner | 1494 | 1243 | 1132 | 994  | 1101 | 894  |

Aufgrund der Mechanisierung der Landwirtschaft, der Aufgabe bäuerlicher Kleinbetriebe und des daraus resultierenden Verlusts von Arbeitsplätzen auf dem Lande ist die Einwohnerzahl der Gemeinde seit der Mitte des 20. Jahrhunderts stark rückläufig (Landflucht).

## Sehenswürdigkeiten
- alter Verteidigungsturm
- Nikolauskirche
- Konvent der Franziskaner
- Konvent San Miguel de la Victoria
- Ehemaliger Grafenpalast, heute Rathaus

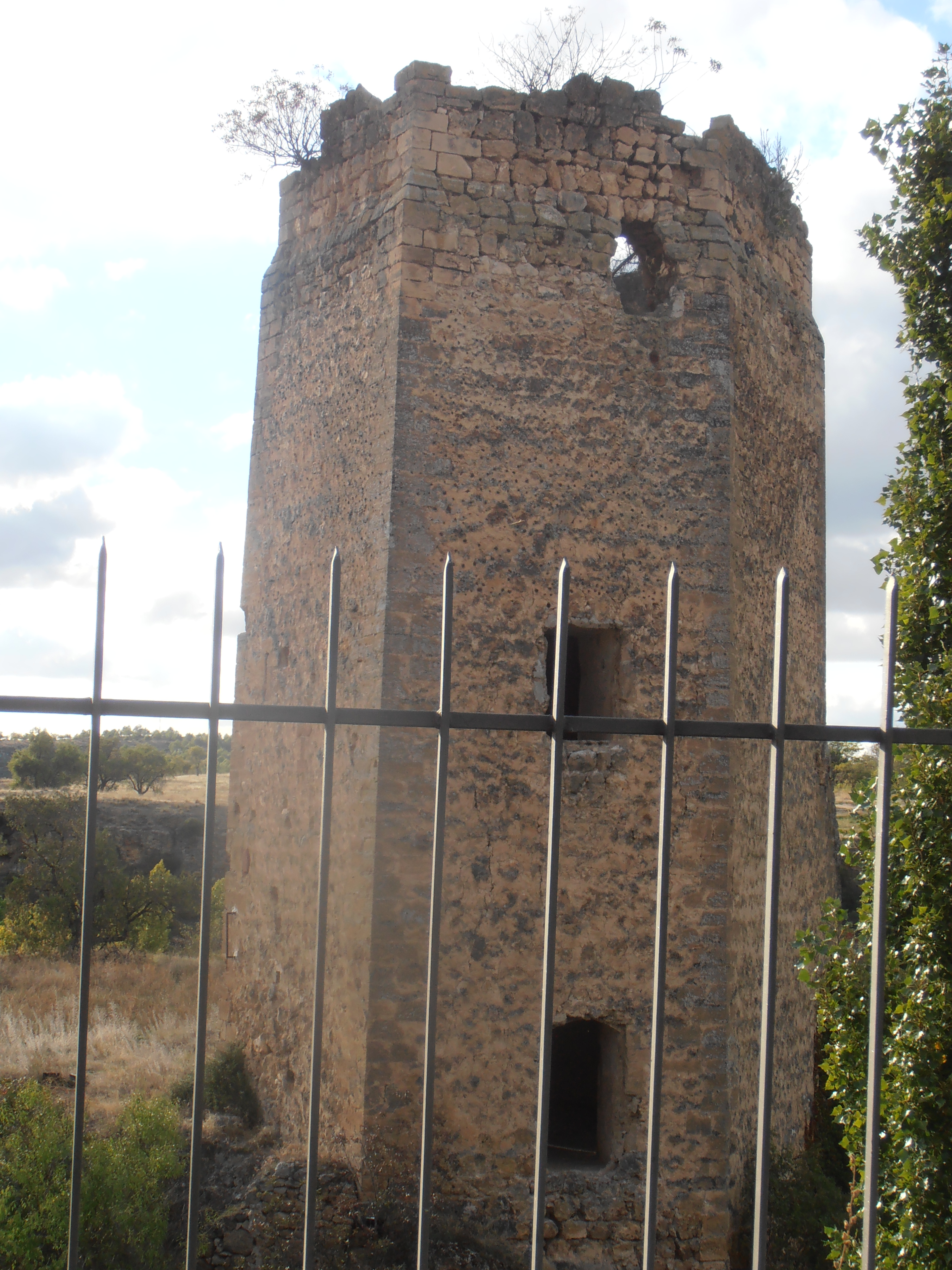
Verteidigungsturm
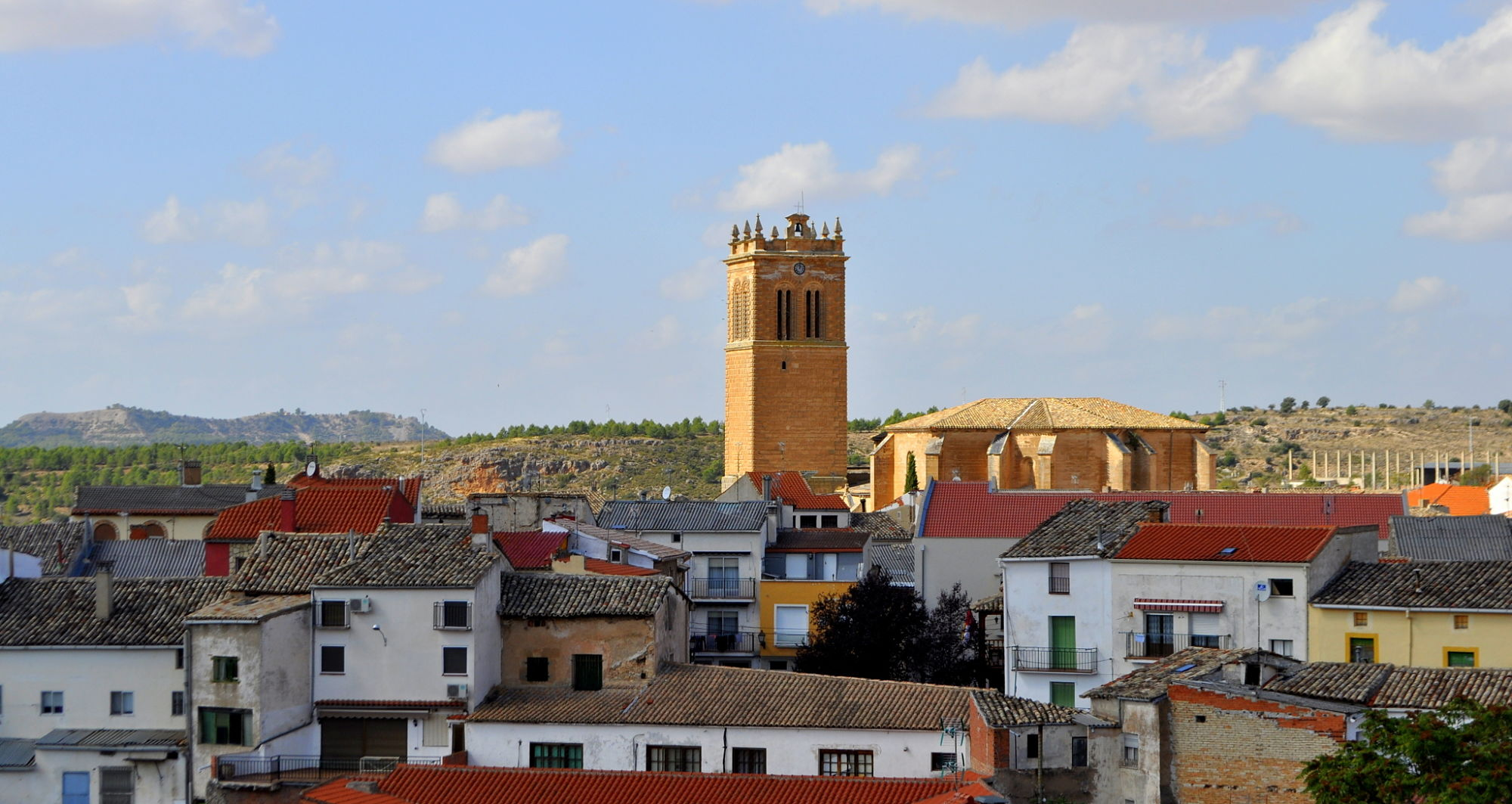
Panorama des Ortes mit der Nikolauskirche
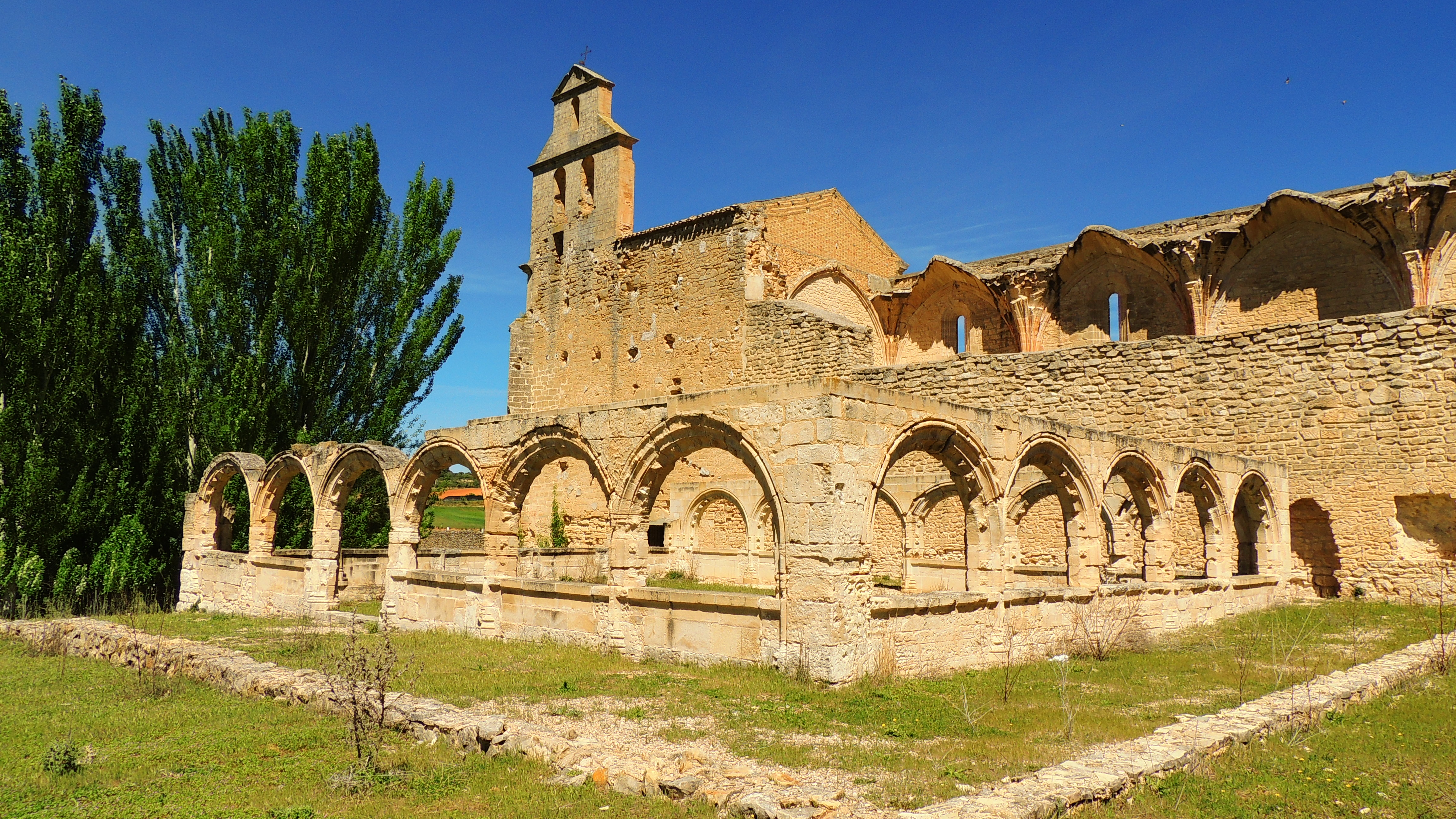
Konvent der Franziskaner
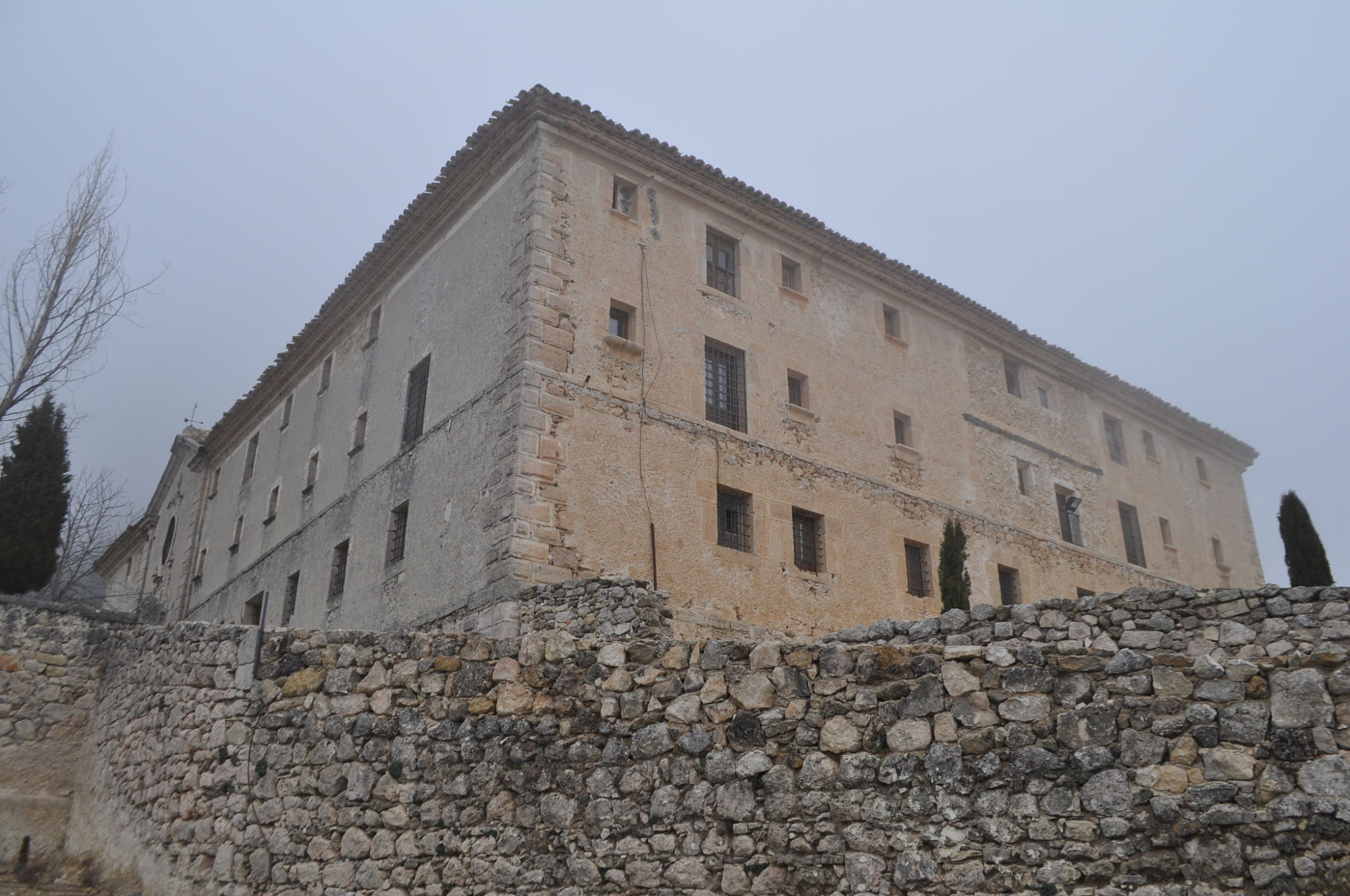
Konvent San Miguel de la Victoria
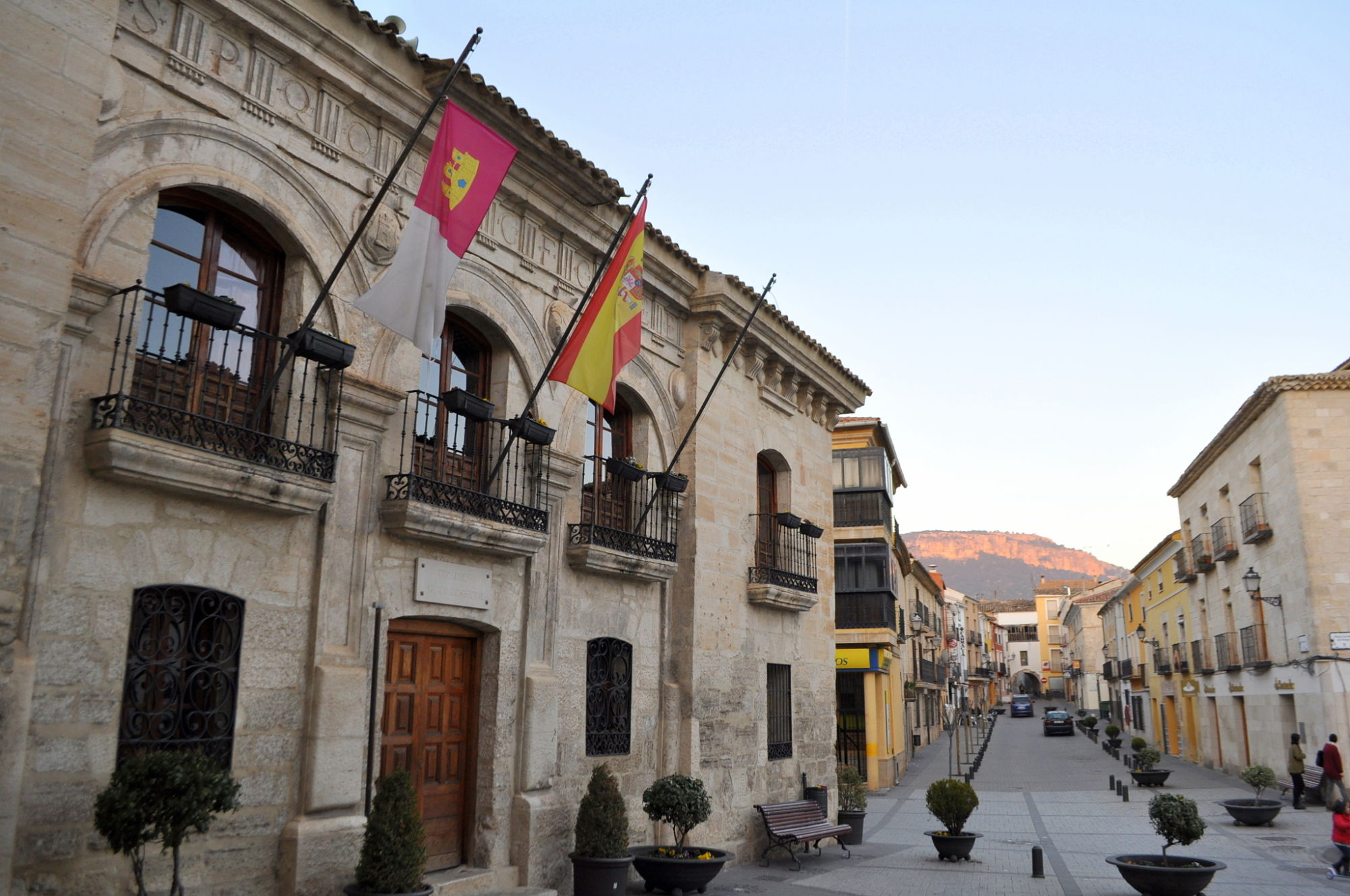
Rathaus (ehemaliger Grafenpalast)

## Persönlichkeiten
- Luis Ocaña (1945–1994), Radrennfahrer